# 1957 en Tunisie
Chronologie de la Tunisie
- 1953
- 1954
- 1955
- 1956
- 1957
- 1958
- 1959
- 1960
- 1961

Cet article présente les faits marquants de l'année 1957 en Tunisie ou relatifs à la Tunisie.

## Événements
- 14 mars : les femmes se voient octroyer le droit de vote et le droit de se porter candidate aux élections.
- 17 mai : Ali Belhouane est investi en qualité de maire de Tunis.
- 25 avril : la Radiodiffusion-télévision tunisienne est créée par décret beylical.
- 24 mai : la Haute Cour condamne Salah Ben Youssef (exilé) par contumace à la peine de mort ; plusieurs de ses partisans sont condamnés à des peines d'emprisonnement.
- 15 juillet : la garde beylicale est remplacée par l'armée tunisienne qui retient le bey prisonnier, ainsi que son entourage, puisque personne ne peut plus entrer ou sortir librement du palais beylical de Carthage.
- 18 juillet : 
  - Slaheddine Bey, fils cadet de Lamine Bey, est arrêté et transféré à la prison civile pour « coup et blessures contre un inspecteur de police qui surveillait le palais ».
  - le régime des habous privés et mixtes, représentant plus du tiers des terres cultivables en Tunisie, est aboli[1].
- 23 juillet : le palais beylical est encerclé et verrouillé et le téléphone coupé.
- 25 juillet : la monarchie est abolie par l'assemblée constituante[2]. Habib Bourguiba en est désigné président de la République en attendant l'entrée en vigueur de la nouvelle Constitution[3].
- 17 août : la loi sur les biens mal acquis vise les membres des gouvernements Baccouche et Mzali.
- 9 octobre : la Chambre d'agriculture présidée par Tahar Ben Ammar est dissoute.

## Économie
- La Société anonyme tunisienne de production et d'expansion cinématographique, établissement public tunisien créé en 1957, est chargé de la production, de l'importation, de la distribution, et de l'exploitation de films tunisiens.

## Sports
- Championnats de Tunisie d'athlétisme 1957

### Football
- Équipe de Tunisie de football en 1957
- Championnat de Tunisie de football 1956-1957
- Coupe de Tunisie de football 1956-1957
- Coupe de Tunisie de football 1957-1958

### Handball
- Championnat de Tunisie masculin de handball 1956-1957
- Championnat de Tunisie masculin de handball 1957-1958

### Volley-ball
- Équipe de Tunisie de volley-ball en 1957
- Championnat de Tunisie masculin de volley-ball 1956-1957
- Championnat de Tunisie masculin de volley-ball 1957-1958

## Naissances en 1957
- Naissance en Tunisie en 1957

## Décès en 1957
- Décès en Tunisie en 1957